# Wydział Mechaniczny Technologiczny Politechniki Śląskiej
Wydział Mechaniczny Technologiczny – wydział Politechniki Śląskiej.

## Historia
Wydział Mechaniczny Techniczny, pierwotnie pod nazwą Wydział Mechaniczny, powstał w 1945 jako jeden z pierwszych czterech wydziałów Uczelni. Przed przeniesieniem na Śląsk, wykłady były prowadzone na Akademii Górniczej w Krakowie. Pierwsza inauguracja roku akademickiego w Gliwicach odbyła się 29 października 1945 roku. 7 maja 1966 zmieniono nazwę wydziału na obecną, tj. Wydział Mechaniczny Technologiczny.

## O wydziale
Obecnie kadra naukowa wydziału liczy blisko 40 profesorów i doktorów habilitowanych oraz 160 doktorów nauk technicznych. Wydział prowadzi badania naukowe w następujących dziedzinach: materiałoznawstwo stali, stopów konstrukcyjnych i specjalnych, stali narzędziowych i spiekanych materiałów narzędziowych; technologie procesów materiałowych; mechanika, robotyka, mechatronika, mechanika płynów, biomechanika; maszyny robocze, drgania mechaniczne; dynamika, układy napędowe, układy wyciągowe; wirtualne modele w projektowaniu i eksploatacji maszyn, komputerowe wspomaganie procesów projektowania, konstruowania i eksploatacji maszyn, diagnostyka techniczna oraz metody i techniki ograniczania hałasu oraz drgań maszyn.
Wydział Mechaniczny Technologiczny prowadzi rozległą współpracę naukowo-dydaktyczną z ponad 150 uniwersytetami na wszystkich kontynentach, przy czym posiada jedną z największych wymian zagranicznych studentów (blisko 100 studentów i doktorantów rocznie wyjeżdża na zwykle jednosemestralne studia do prawie wszystkich krajów Europy, głównie w ramach programów CEEPUS i ERASMUS).
Wydział Mechaniczny Technologiczny od wielu lat współpracuje z firmami i branżowymi ośrodkami naukowo-badawczymi działającymi w obszarze automatyki przemysłowej i robotyki, budowy maszyn, inżynierii materiałowej, spawalnictwa, odlewnictwa, przetwórstwa tworzyw sztucznych oraz inżynierii wytwarzania. Dotychczasowa współpraca z przemysłem obejmuje m.in.:
- wykonywanie wspólnych prac badawczo-rozwojowych oraz projektów rozwojowych i celowych,
- współuczestnictwo podmiotów gospodarczych w wyposażaniu laboratoriów dydaktycznych i badawczych Wydziału, 
- transfer nowoczesnych technologii ze sfery nauki do sfery przemysłowej i z przemysłu do dydaktyki,
- organizację studiów podyplomowych dla osób chcących podwyższyć swoje kwalifikacje zawodowe,
- wykonywanie ekspertyz i badań w laboratoriach naukowych Wydziału oraz wydawanie opinii na temat innowacyjności przedsięwzięć dla podmiotów gospodarczych,
- wykonywanie wspólnych projektów w ramach prac przejściowych i dyplomowych,
- organizację praktyk produkcyjnych.

## Władze Wydziału[2]
- Dziekan - dr hab. inż. Anna Timofiejczuk, prof. nzw. w Pol. Śl.
- Prodziekan ds. Ogólnych - dr hab. inż. Wojciech Sitek
- Prodziekan ds. Nauki i Rozwoju - dr hab. inż. Alicja Piasecka-Belkhayat, prof. nzw. w Pol. Śl.
- Prodziekan ds. Studenckich i Kształcenia - dr hab. inż. Marek Płaczek
- Prodziekan ds. Współpracy z Otoczeniem Społeczno-Gospodarczym - dr hab. inż. Damian Gąsiorek

## Struktura Wydziału[3]
- Katedra Materiałów Inżynierskich i Biomedycznych
- Katedra Automatyzacji Procesów Technologicznych i Zintegrowanych Systemów Wytwarzania
- Katedra Mechaniki Stosowanej
- Katedra Mechaniki i Inżynierii Obliczeniowej
- Katedra Spawalnictwa
- Katedra Podstaw Konstrukcji Maszyn
- Katedra Budowy Maszyn
- Katedra Odlewnictwa

## Kierunki studiów[4]
- automatyka i robotyka
- mechanika i budowa maszyn
- mechatronika
- zarządzanie i inżynieria produkcji
- inżynieria materiałowa
- nanotechnologia i technologie procesów materiałowych
- Informatyka stosowana z komputerową nauką o materiałach